# 넷 애플리케이션
넷 애플리케이션스(Net Applications)는 웹 분석 업체이다. 넷 애플리케이션은 세계 시장 점유율 통계에 대한 웹 브라우저의 발전과 기술 소식을 전하는 웹 사이트이다.

## 시장 점유율 통계
넷 애플리케이션의 웹 브라우저 시장 점유율 통계는 매달 4만 개 웹 사이트의 약 1.6억 순방문자를 기반으로 한다. 넷 애플리케이션의 통계에는 CIA 월드 팩트북의 인터넷 사용자를 토대로 지리적 위치에 따른 가중치를 둔다.

## 같이 보기
- 웹 브라우저 시장 점유율
- 데스크톱 운영 체제 시장 점유율
- 시장 점유율
- 웹 브라우저